# Steve Collins (boxe anglaise)
Steve Collins est un boxeur irlandais né le 21 juillet 1964 à Cabra.

## Carrière
Passé professionnel en 1986, il devient champion d'Irlande en 1988 puis champion du monde WBO des poids moyens le 11 mai 1994 après sa victoire par arrêt de l'arbitre à la 5e reprise contre Chris Pyatt. Collins laisse son titre vacant afin d'affronter Chris Eubank pour le gain de la ceinture WBO des super-moyens. Il l'emporte aux points le 18 mars 1995 et conserve par la suite 7 fois cette ceinture avant d'annoncer la fin de sa carrière le 5 juillet 1997 sur un bilan de 36 victoires et 3 défaites.